# 240년
240년은 율리우스력에서 수요일로 시작하는 윤년이다.

## 연호
- 위(魏) 정시(正始) 원년
- 촉(蜀) 연희(延熙) 3년
- 오(吳) 적오(赤烏) 3년

## 기년
- 위(魏) 소제(少帝) 원년
- 촉(蜀) 후주(後主) 18년
- 오(吳) 대제(大帝) 19년
- 신라(新羅) 조분 이사금(助賁泥師今) 11년
- 고구려(高句麗) 동천왕(東川王) 14년
- 백제(百濟) 고이왕(古爾王) 7년

## 사건

### 장소별
한반도
- 백제가 신라를 침공하였다.

#### 로마 제국
- 로마 제국이 다수의 전선에서 동시에 위협을 받다. 아프리카 속주에서는 반란이 일어나고 게르마니아 북서쪽의 부족들은 프랑크의 이름 아래 결집해 라인 전선을 공격하였다.

#### 페르시아
- 4월 12일 - 샤푸르 1세가 아버지인 국왕 아르다시르 1세와 사산 제국의 공동 지배자가 되다.
- 하트라 공성전: 샤푸르 1세가 이끄는 사산 제국군이 하트라 왕국의 수도를 포위해 공성전 끝에 함락시키다. 하트라는 사산 제국군에 의해 철저히 파괴된다, 하트라 왕국은 이 공성전의 결과로 멸망했다.

#### 인도
- 마하라자 스리-굽타가 굽타 제국의 지배자가 되다.

### 주제별

#### 종교
- 크테시폰의 신비주의자 마니가 국왕 아르다시르 1세의 궁정에서 예언자를 자칭하다. 그는 그의 교리인 마니주의를 사산 제국 전역에 퍼트렸다.

## 탄생
- 안티오키아의 루키아노스, 시리아의 기독교 신학자이자 성인 (~312년)
- 니케아의 스포루스, 그리스의 수학자 (대략적 년도)
- 제노비아, 팔미라 제국의 여왕 (~275년 이후)

## 사망
- 황권 (공형), 중국의 장군

## 참고 문헌
- 김부식 (1145). 〈권02 조분 이사금 條〉. 《삼국사기》.